# ÐĐ (слово латинице)
Ед (великo словo: Ð, малo словo: ð; такође се пише eth, edh, или eð) слово је које се користи у староенглеском, средњоенглеском, исландском, ферјарском (у којем се зове edd) и елфдалијском језику. Такође се користило у Скандинавији током средњег века, али је касније замењено са dh, касније d. Често се пресловљава као д. Мало слово ð усвојено је да представља звучни зубни фрикатив у Међународној фонетској абецеди.
За разлику од рунског слова þ, ð је модификовано латинично слово. ð није пронађен у најранијим записима староенглеског језика. Студија меркијевих краљевских диплома открила је да је ð (као и đ) почело да се појављује у раном VIII веку, а ð је постала фаворизована варијанта од 780-их. Други извор каже да је слово „изведено из ирског писања”.
Мало слово је задржало закривљени облик слова d средњовековних писара, за разлику од d. ð се користило током англосаксонске ере, али је постепено престало да се користи у средњоенглеском језику, а практично је изашло из употребе до године 1300; þ је преживело дуже, али је на крају замењено диграфом th.
У исландском језику, ð представља звучни зубни фрикатив , који се изговара као th у енглеском that, али се никада не појављује на почетку речи, где се уместо њега користи þ. Слово кад стоји само за себе (и пре речи које почињу са сугласником без гласа), изговара се као , дакле, безвучни зубни фрикатив.
У ферјарском језику ð није додељено никаквој конкетној фонеми и јавља се углавном из етимолошких разлога; међутим, то показује где је већина ферјарских клизања; када се ð појављује испред r, у неким речима изговара се . У исландској и ферјарској абецеди ð иде после d.
Ð се такође користило у писаном велшком за представљање гласа , који је обично представљен као dd.